# D.P.B.Cz.
D.P.B.Cz. (biał. Д.П.Б.Ч.) – siódmy studyjny album białoruskiego zespołu rockowego N.R.M., zapisany i wydany w 2013 roku. Tytuł płyty i zarazem jej końcowego utworu jest skrótem od białoruskiego wyrażenia „да пабачэння” („da pabaczennia”, pol. „do zobaczenia”). Album powstał po odejściu z zespołu jego dotychczasowego lidera – Lawona Wolskiego.

## Lista utworów
| Nr | Tytuł utworu             | Długość |
| -- | ------------------------ | ------- |
| 1. | „Mroja maja”             | 3:57    |
| 2. | „Chruść i papałam”       | 2:55    |
| 3. | „Nektar”                 | 3:53    |
| 4. | „Na dałoni”              | 3:20    |
| 5. | „Pramień”                | 3:54    |
| 6. | „Ty maŭčyš – ja maŭču”   | 4:33    |
| 7. | „Kuźnička”               | 2:31    |
| 8. | „Д.П.Б.Ч.” („D.P.B.Cz.”) | 4:06    |
|    |                          | 29:09   |

## Twórcy

### Muzycy
- Pit Paułau – wokal, gitara, miksowanie, mastering i produkcja
- Juraś Laukou – gitara basowa, wokal
- Aleh Dziemidowicz – perkusja, wokal

### Pozostali
- Aleh Damanczuk – zapis ścieżki perkusji i gitary basowej
- Andrej Kawalkou – mastering
- Hleb Hałuszka – mastering i produkcja
- Uładzimir Cieśler – projekt okładki
- Andrej Szczukin – fotografie
- Alaksandr Kobzarau – design[4][5]